# Acher-Niederung
Acher-Niederung este o arie protejată (sit de importanță comunitară — SCI, arie de protecție specială avifaunistică — SPA) din Germania întinsă pe o suprafață de 1.029,8 ha, integral pe uscat.

## Localizare
Centrul sitului Acher-Niederung este situat la coordonatele 48°41′47″N 8°02′46″E / 48.6964°N 8.0461°E.

## Înființare
Situl Acher-Niederung a fost declarat arie de protecție specială avifaunistică în noiembrie 2007 pentru a proteja 15 specii de animale. Situl a fost protejat și ca sit de importanță comunitară în noiembrie 2007.

## Biodiversitate
Situată în ecoregiunea continentală, aria protejată nu include niciun habitat protejat.
La baza desemnării sitului se află mai multe specii protejate de  păsări (15): pescăruș albastru (Alcedo atthis), barză albă (Ciconia ciconia ciconia), erete vânăt (Circus cyaneus), prepeliță (Coturnix coturnix), presură sură (Emberiza calandra), șoimul rândunelelor (Falco subbuteo), becațină comună (Gallinago gallinago), sfrâncioc roșiatic (Lanius collurio), pescăruș-cu-cap-negru (Larus melanocephalus), gaia neagră (Milvus migrans), gaia roșie (Milvus milvus), Numenius arquata arquata, viespar (Pernis apivorus), mărăcinar negru (Saxicola torquatus), nagâț (Vanellus vanellus)